# 切彭人

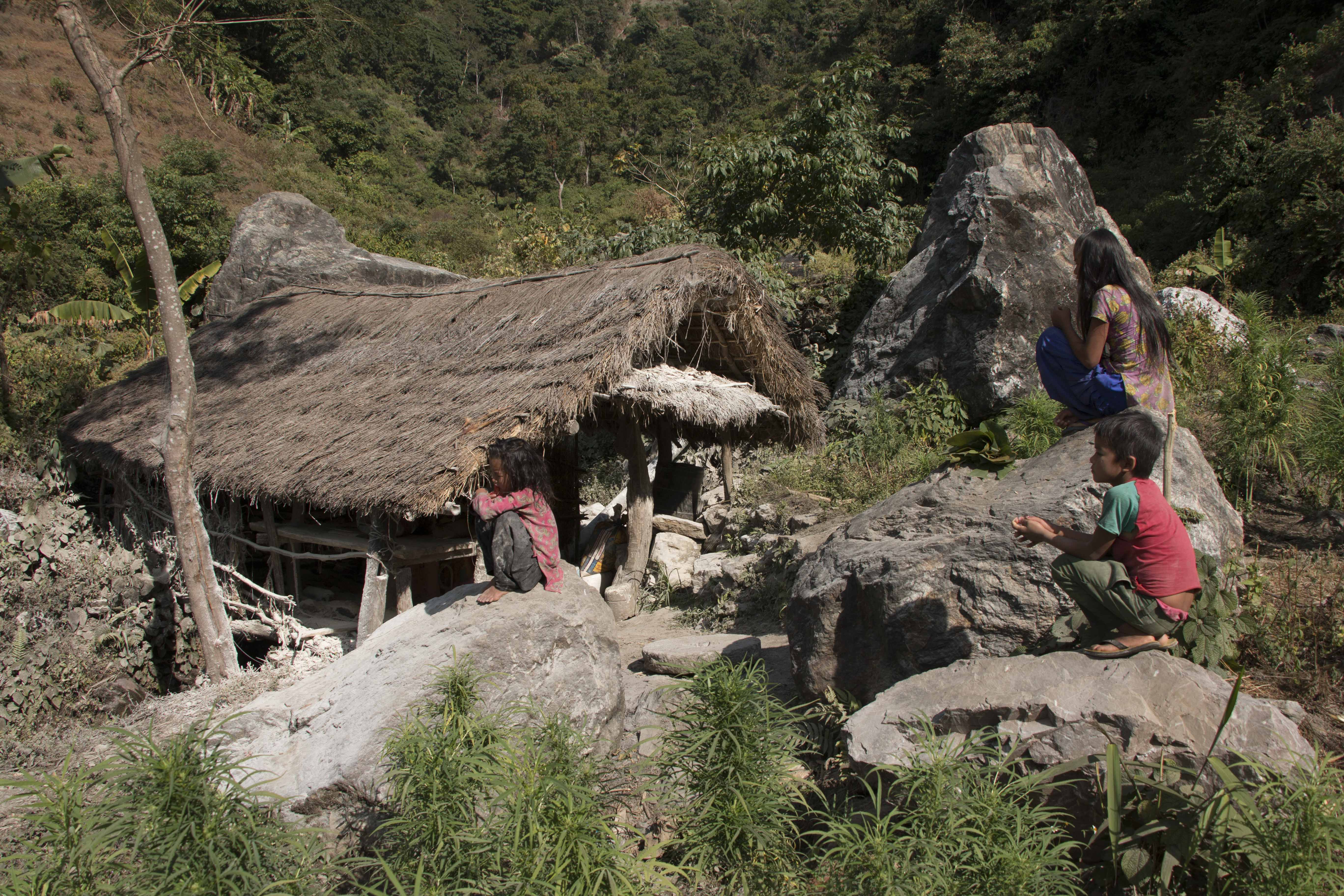
切彭人

切彭人，是尼泊爾中部馬哈巴拉特山脈地區的汉藏语系土著民族，人口約68,399人。
在過去兩、三世代，切彭人已開始慢慢地從半游耕（刀耕火種）的生活方式轉向更加安定的生活方式，越來越依賴於永久性的玉米，小米和香蕉的種植。然而，嚴峻的地形使永久性耕作變得困難，森林仍然是切彭人食物的重要來源。歷史上，野生山藥和塊莖的收集，從附近河流捕獲的魚，以及附近森林捕獵的蝙蝠和野生鳥類，野鹿，補充了他們對碳水化合物和蛋白質的需求。
儘管有森林食物的補充，但隨著人口的增加，耕地的減少和灌溉系統的不足，使營養不良一直是切彭人一個歷史性問題。
切彭人男女基本上是平等的，不像尼泊爾印度教民族的社會結構，但強迫少女懷孕很常見。儘管國家在減少文盲方面取得了巨大成就，但許多切彭人仍不能讀寫和適時入學。根據2001年尼泊爾人口普查，全國共有52,237名切彭人。其中67.13％為印度教，23.38％為佛教徒，7.49％為基督徒，1.25％為其他。他們大多生活於Dhading區、奇特旺區、廓爾喀縣、馬克旺普爾縣、塔納胡縣。

## 宗教
大部分切彭人仍遵循萬物有靈論和祖先祟拜，雖然他們也受到印度教和佛教的強烈影響，這些都來自他們北邊的塔芒族。除了自己的部族節日，也參加印度教節目。

## 語言
切彭語屬汉藏语系，但被人們稱為Chyo-bang。一些巴洪-切特里稱這些人為“普拉亞”，意思是“政治議題”。
切彭語是少數幾種使用十二進制（基數12）計數係統而不是十進制（基數10）的語言之一。

## 2015年地震和政治危機
由於歷史悠久的歧視和對偏遠社區的疏忽，切彭人是尼泊爾最脆弱的群體。由於貧窮，一些切彭人機會主義性轉化為基督徒。